# Microtus gerbei
Microtus gerbei är en däggdjursart som först beskrevs av Zéphirin Gerbe 1879.  Microtus gerbei ingår i släktet åkersorkar och familjen hamsterartade gnagare. IUCN kategoriserar arten globalt som livskraftig. Inga underarter finns listade i Catalogue of Life.

## Utseende
Vuxna exemplar är 9,2 till 10,8 cm långa (huvud och bål), har en 2,2 till 3,7 cm lång svans och väger 17 till 32 g. På ovansidan förekommer ljusbrun till mörkbrun päls och undersidans päls är gråaktig. Honans två par spenar ligger vid ljumsken. Microtus gerbei skiljer sig främst i avvikande detaljer av kraniet och tänderna från andra åkersorkar i samma region. Till exempel har arten ett robust kranium.

## Utbredning
Denna gnagare förekommer i sydvästra Frankrike och i norra Spanien. Den lever i låglandet och i Pyrenéerna upp till 2000 meter över havet. Microtus gerbei hittas på bergsängar och i klippiga områden med glest fördelad växtlighet. I låglandet föredras ödemark mellan åkrar. Arten gräver underjordiska bon.

## Ekologi
Individerna lever i grupper med 5 till 16 medlemmar. När de träffar på andra grupper är de inte eller måttlig aggressiva mot främmande artfränder. Jämförd med Microtus duodecimcostatus gräver arten inte lika ofta i marken. Dessutom simmar Microtus gerbei inte lika ofta. Arten har bra förmåga att klättra på klippor. Födan utgörs av blad och örter. Honor kan para sig hela året men de flesta ungar föds mellan april och november. Per kull föds upp till fyra ungar.